# Flatenloppet 1937
La Flatenloppet 1937 è stata la prima prova non valida per la stagione 1937 del Campionato europeo di automobilismo e prima ed unica edizione della Flatenloppet.
La gara si è corsa il 14 febbraio 1937 sul piccolo lago Flaten ghiacciato a 7 km a sud dal centro di Stoccolma, ed è stata vinta dal norvegese Eugen Bjørnstad su Alfa Romeo, al suo primo e unico successo nella competizione; Bjørnstad ha preceduto all'arrivo l'inglese Ian Connell su ERA e lo svedese Arne Sundstedt su Bugatti.

## Vigilia
Questa gara di apertura della stagione sul ghiaccio si è svolta sul piccolo lago Flaten, 7 km a sud del centro di Stoccolma. Questa è stata la prima parte di una serie di tre gare sul ghiaccio svedesi e per qualche motivo è stata considerata la più importante del trio, la rivista di corse britannica "Motor Sport" l'ha elencata come il "Gran Premio di Svezia", ed è quindi l'unico qui incluso in dettaglio.
Poiché questa era una delle tre gare, gli organizzatori, oltre a norvegesi e finlandesi, erano riusciti ad attirare Ian Connell dall'Inghilterra con un'ERA R6B, che aveva appena acquistato da Douglas Briault, e Herbert Berg dalla Germania con un'Alfa Romeo Monza color argento. Bjørnstad gareggiò con la sua Alfa Romeo Monza, ricostruita in monoposto e utilizzando le doppie ruote posteriori sul ghiaccio, e Adolf Westerblom, che avrebbe corso un'Amilcar del 1929, che Bjørnstad aveva acquistato da "Västerås Racer Kompani" alla fine del 1936. Helmer Carlsson entrò nella sua ex-Widengren gialla Alfa Romeo Monza, anche questa ricostruita a monoposto. Karl-Emil Rolander entrò nella sua Bugatti T35C, che in realtà aveva vinto la Targa Florio nel 1929. Arne Sundstedt gareggiò con l'ex Bugatti Chiron 1926 T35B di suo padre. Gunnar Bennström ha corso una Bugatti T37A, che "Västerås Racer Kompani" aveva acquistato nel dicembre 1936 e rinnovato, e Axel Jonsson ha inserito una Bugatti T43. La entry list comprendeva anche la piccola MG di Tore Wistedt e le speciali di John Forsberg e dei finlandesi Aleksi Patama e Arvo Sorri.

### Elenco iscritti
| Scuderia               | Costruttore | Telaio           | Motore                         | Gomme | Nº               | Piloti             |
| ---------------------- | ----------- | ---------------- | ------------------------------ | ----- | ---------------- | ------------------ |
| I. Connell             | ERA         | ERA B            | ERA 1.5L I6 Compressore        |       | 22               | Ian Connell        |
| E. Bjørnstad           | Alfa Romeo  | Alfa Romeo Monza | Alfa Romeo 2.6L I8 Compressore |       | 24               | Eugen Bjørnstad    |
| E. Bjørnstad           | Amilcar     | Amilcar C6       | Amilcar 1.1L I6 Compressore    |       | 36               | Adolf Westerblom   |
| H. Berg                | Alfa Romeo  | Alfa Romeo Monza | Alfa Romeo 2.3L I8 Compressore |       | 26               | Herbert Berg       |
| Västerås Racer Kompani | Alfa Romeo  | Alfa Romeo Monza | Alfa Romeo 2.6L I8 Compressore |       | 28               | Helmer Carlsson    |
| Västerås Racer Kompani | Bugatti     | Bugatti T37A     | Bugatti I4 Compressore         | 44    | Gunnar Bennström |                    |
| K-E. Rolander          | Bugatti     | Bugatti T35C     | Bugatti 2.0L I8 Compressore    |       | 30               | Karl Emil Rolander |
| A. Jonsson             | Bugatti     | Bugatti T43      | Bugatti 2.3L I8 Compressore    |       | 32               | Axel Jonsson       |
| A. Patama              | Ford        | Ford Special     | Ford 3.6 I8 Compressore        |       | 34               | Aleksi Patama      |
| T. Wistedt             | MG          | MG K3 Magnette   | MG 1.1L I6 Compressore         |       | 38               | Tore Wistedt       |
| A. Sorri               | Chrysler    | Chrysler Special | Chrysler Compressore           |       | 40               | Arvo Sorri         |
| J. Forsberg            | Ford        | Ford Special     | Ford 3.6L I8 Compressore       |       | 42               | John Forsberg      |
| A. Sundstedt           | Bugatti     | Bugatti T35B     | Bugatti 2.3L I8 Compressore    |       | 46               | Arne Sundstedt     |

## Prove

### Resoconto
I favoriti per la gara sono stati i due piloti Alfa Eugen Bjørnstad e Helmer Carlsson. Carlsson ha fatto il giro di prova più veloce con un tempo di 1'31. Bjørnstad ha fatto un giro di 1'39 e Connell di 1'42. Tuttavia, poiché la griglia era già stata decisa a scrutinio, Carlsson si è ritrovato in seconda fila.

## Qualifiche

### Resoconto
Le posizioni sulla griglia sono state disposte in base ai numeri delle vetture. A piazzarsi in pole position è Ian Connell sulla sua ERA numero 22, il numero minore tra le vetture, successivamente le tre Alfa Romeo, la Bugatti di Rolander, la Ford di Patama, la MG di Wistedt, l'altra Ford di Forsberg e infine le altre due Bugatti di Bennström e Sundstedt.

### Risultati
Nella sessione di qualifica si è avuta questa situazione:
| Pos | Nº | Pilota             | Costruttore | Tempo       | Griglia |
| --- | -- | ------------------ | ----------- | ----------- | ------- |
| 1   | 22 | Ian Connell        | ERA         | senza tempo | 1       |
| 2   | 24 | Eugen Bjørnstad    | Alfa Romeo  | senza tempo | 2       |
| 3   | 26 | Herbert Berg       | Alfa Romeo  | senza tempo | 3       |
| 4   | 28 | Helmer Carlsson    | Alfa Romeo  | senza tempo | 4       |
| 5   | 30 | Karl Emil Rolander | Bugatti     | senza tempo | 5       |
| 6   | 34 | Aleksi Patama      | Ford        | senza tempo | 6       |
| 7   | 38 | Tore Wistedt       | MG          | senza tempo | 7       |
| 8   | 42 | John Forsberg      | Ford        | senza tempo | 8       |
| 9   | 44 | Gunnar Bennström   | Bugatti     | senza tempo | 9       |
| 10  | 46 | Arne Sundstedt     | Bugatti     | senza tempo | 10      |

## Gara

### Griglia di partenza
Posizionamento dei piloti alla partenza della gara.
| Prima fila   | 3 Pos.                  |                            | 2 Pos.                     |                            | 1 Pos.             |
| ------------ | ----------------------- | -------------------------- | -------------------------- | -------------------------- | ------------------ |
|              | Herbert Berg Alfa Romeo |                            | Eugen Bjørnstad Alfa Romeo |                            | Ian Connell ERA    |
| Seconda fila |                         | 5 Pos.                     |                            | 4 Pos.                     |                    |
|              |                         | Karl Emil Rolander Bugatti |                            | Helmer Carlsson Alfa Romeo |                    |
| Terza fila   | 8 Pos.                  |                            | 7 Pos.                     |                            | 6 Pos.             |
|              | John Forsberg Ford      |                            | Tore Wistedt MG            |                            | Aleksi Patama Ford |
| Quarta fila  |                         | 10 Pos.                    |                            | 9 Pos.                     |                    |
|              |                         | Arne Sundstedt Bugatti     |                            | Gunnar Bennström Bugatti   |                    |

### Resoconto
La domenica è arrivata con condizioni eccellenti per una gara su ghiaccio con sole e -6 °C, e 15000 spettatori si sono presentati alla pista arata.
Utilizzando al meglio le sue doppie ruote posteriori, Bjørnstad ha preso il comando della partenza e poi il comando della gara. Carlsson ha preso la seconda posizione mentre Berg ha fatto una partenza lenta e presto ha ritirato la sua Monza. Alla fine del rettilineo al primo giro Carlsson ha notato una mancata accensione della sua Alfa e si è dovuto fermare per le riparazioni. Il problema si è rivelato essere un cavo che aveva installato come protezione da sopravvelocità e una volta rimosso Carlsson è riuscito a rientrare in gara ma senza più speranze di un podio. Estremamente arrabbiato per l'incidente, ha fatto una serie di giri veloci, il più veloce è stato un 1m28.8 contro l'1m30 di Bjørnstad.
Con Berg e Carlsson fuori gioco non c'era nessuno a sfidare Bjørnstad. Connell, che stava facendo del suo meglio per fare i conti sia con la sua nuova vettura che con le gare sul ghiaccio, ha mantenuto la seconda posizione con la sua ERA verde e la Patama terza con la sua Ford rosso brillante. Al quarto giro Rolander ha superato Patama per la terza posizione. A metà gara si è rotto un ammortizzatore dell'ERA di Connell ed è stato superato da Rolander alla curva prima del rettilineo principale al settimo giro. Tuttavia pochi giri dopo Rolander è andato in testacoda con la sua Bugatti e ha forato una gomma costringendolo a fare un pit stop. Dopo 10 giri Bjørnstad aveva doppiato tutti i piloti tranne Sundstedt e Connell. Anche quelli che ha superato all'11º e 12º giro. Dopo 15 giri ha preso la bandiera a quasi due giri davanti a Connell. Sundstedt e Patama hanno condiviso la terza posizione con pari tempi.

### Risultati
Risultati finali della gara.
| Pos | Nº | Pilota             | Costruttore | Giri | Tempo/Ritiro | Griglia |
| --- | -- | ------------------ | ----------- | ---- | ------------ | ------- |
| 1   | 24 | Eugen Bjørnstad    | Alfa Romeo  | 15   | 22'54"0      | 2       |
| 2   | 22 | Ian Connell        | ERA         | 15   | +2'39"7      | 1       |
| 3   | 46 | Arne Sundstedt     | Bugatti     | 15   | +2"51"7      | 10      |
| 3=  | 34 | Aleksi Patama      | Ford        | 15   | +2"51"7      | 6       |
| 5   | 42 | John Forsberg      | Ford        | 15   | +5'16"9      | 8       |
| 6   | 30 | Karl-Emil Rolander | Bugatti     | 15   | +6'28"0      | 5       |
| 7   | 28 | Helmer Carlsson    | Alfa Romeo  | 15   | +7'20"4      | 4       |
| Rit | 44 | Gunnar Bennström   | Bugatti     | ?    |              | 9       |
| Rit | 38 | Tore Wistedt       | MG          | ?    |              | 7       |
| Rit | 26 | Herbert Berg       | Alfa Romeo  | ?    |              | 3       |
| NP  | 32 | Axel Jonsson       | Bugatti     | 0    |              | -       |
| NP  | 36 | Adolf Westerblom   | Amilcar     | 0    |              | -       |
| NP  | 40 | Arvo Sorri         | Chrysler    | 0    |              | -       |